# حوزه انتخابیه خوی و چایپاره
حوزهٔ انتخابیه خوی و چایپاره یکی از ۱۰ حوزه از حوزه‌های استان آذربایجان غربی برای انتخابات مجلس شورای اسلامی است. این حوزه به مرکزیت خوی، یک نماینده دارد. در حال حاضر عادل نجف زاده نماینده شهرستان خوی و چایپاره می باشد. این شهر باوجود وسعت و جمعیت کافی، تعداد نماینده مناسب را ندارد.

## نمایندهدوره دهم
تقی کبیری

## نمایندهدوره یازدهم
عادل نجف زاده

## نماینده دوره دوازدهم
عادل نجف زاده 
- منابع:

1. ↑  «نتایج انتخابات مجلس شورای اسلامی در آذربایجان غربی - اورنا نیوز». urnanews.ir. دریافت‌شده در ۲۰۲۴-۰۴-۰۱.

«جدول حوزه‌های انتخابیه در انتخابات دهمین دورهٔ مجلس شورای اسلامی» (PDF). مرکز پژوهش و سنجش افکار صدا و سیما. بایگانی‌شده از اصلی (PDF) در ۵ اكتبر ۲۰۱۸. دریافت‌شده در ۲۵ ژوئن ۲۰۱۶. تاریخ وارد شده در |archive-date= را بررسی کنید (کمک)